# فيل روز
فيل روز (بالإنجليزية: Phil Rose)‏ هو ممثل بريطاني، ولد في 2 مايو 1952.

## وصلات خارجية
- فيل روز على موقع IMDb (الإنجليزية)
- فيل روز على موقع قاعدة بيانات الفيلم (الإنجليزية)
- فيل روز على موقع كينوبويسك (الروسية)